# LWS-86

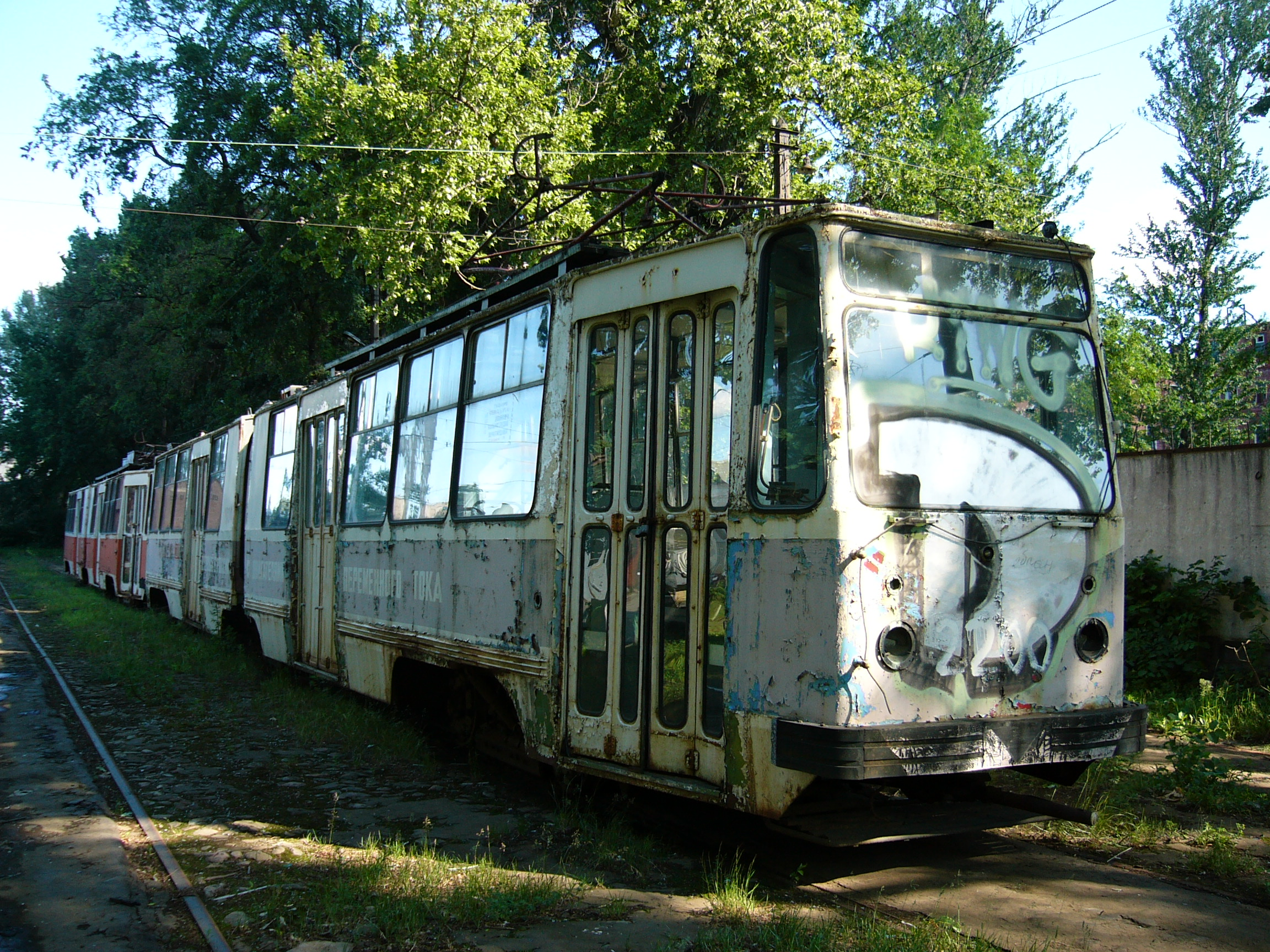
Tramwaj LWS-86A nr 2200

LWS-86 (71-86) − przegubowy i jednokierunkowy tramwaj produkcji rosyjskich zakładów PTMZ mieszczących się w Petersburgu.

## Konstrukcja
Tramwaje LWS-86 to przegubowe, jednokierunkowe i jednostronne tramwaje. Każdy tramwaj wyposażono w trzy wózki, z czego środkowy jest wózkiem tocznym, a dwa skrajne są wózkami napędnymi z dwoma silnikami na każdym z nich. Jeden silnik ma moc 80 kW. Każdy tramwaj ma cztery pary drzwi czteroskrzydłowych. Wyprodukowano kilka wersji LWS-86:
- LWS-86K mają rozruch oporowy
- LWS-86T mają rozruch tyrystorowy
- LWS-86M maja rozruch tranzystorowy
- LWS-86A ma silnik prądu przemiennego

W latach 2003−2004 tramwaje LWS-86T i LWS-86M zostały poddane modernizacji. Modernizacja polegała między innymi na wymianie czoła tramwaju. Zmodernizowane tramwaje oznaczono LWS-86K-M. Na bazie tramwaju LWS-86 w 1989 powstał tramwaj LWS-89.

## Eksploatacja
Pierwsze tramwaje LWS-86 wyprodukowano w 1986. Produkcję zakończono w 1997. Łącznie wyprodukowano 473 wagony tej serii, z czego 6 tramwajów tej serii trafiło do Archangielska, a pozostałe do Petersburga. Do dzisiaj w Petersburgu eksploatowanych jest ponad 400 tramwajów tego typu:
- LWS-86K – 371 tramwajów
- LWS-86K-M – 26 tramwajów
- LWS-86T – 5 tramwajów
- LWS-86M – 1 tramwaj

Tramwaj LWS-86T jest odstawiony na terenie zajezdni tramwajowej nr 3 w Petersburgu po awarii. Oficjalnie należy do Muzeum Komunikacji. Tramwaje, które trafiły do Archangielska, zostały wycofane z eksploatacji do 2002.

### LWS-86A
Tramwaj LWS-86A został wyprodukowany w 1988. Wyprodukowano tylko jeden egzemplarz tej serii, obecnie ma numer 2200. Był to pierwszy tramwaj w Rosji z silnikami asynchronicznymi.

### LWS-86T
Produkcję tramwajów LWS-86T rozpoczęto w 1989. Od podstawowej serii różniły zastosowaniem aparatury tyrystorowej. Większość z nich poddano modernizacji, po której oznaczono je LWS-86M lub LWS-86K-M. Do dzisiaj jeździ 5 tramwajów LWS-86T.

### LWS-86K-M
W latach 2003−2004 zakłady PTMZ przeprowadziły modernizację tramwajów LWS-86T i LWS-86M. Modernizacja polegała między innymi na zabudowie nowego czoła pojazdu oraz pulpitu motorniczego. Łącznie przebudowano w ten sposób 26 tramwajów.